# علي أصغر مصلح
علي أصغر مصلح (1962) مفكر ایراني وأستاذ الفلسفة في جامعة العلامة الطباطبائي. يعتبر مؤسس ورئيس الجمعية الإيرانية للفلسفة بين الثقافات ومن تجاربه المؤسسية عمادة كلية الآداب الفارسية واللغات الاجنبية بجامعة العلامة الطباطبائي ورئاسة معهد أبحاث الثقافة المعاصرة في مركز بحوث العلوم الانسانية كما عمل استاذا محاضرا وباحثا في جامعة هومبولت وجامعة بون بالمانيا خلال فترة زمنية وحصل على منحة دراسية من مؤسسة الكسندر هومبولت. اشتهر بفيلسوف المصالحة والحوار. قد نشر له العديد من الكتب والأبحاث في مجال الفلسفة الأوروبية والتصوف الإسلامي وفلسفة الثقافة والفلسفة بين الثقافات.